# Andrej Smirnov (pentatleta)
Andrey Smirnov (26 luglio 1966) è un ex pentatleta bielorusso.

## Palmarès
In carriera ha conseguito i seguenti risultati:
- Mondiali:

Sheffield 1994: bronzo nel pentathlon moderno a squadre.
Sofia 1997: argento nel pentathlon moderno a squadre.
Città del Messico 1998: bronzo nel pentathlon moderno individuale.
Budapest 1999: bronzo nel pentathlon moderno a squadre.
- Europei

Uppsala 1998: bronzo nel pentathlon moderno staffetta a squadre.
Drzonków 1999: bronzo nel pentathlon moderno staffetta a squadre.